# New Tattoo
| 전문가 평가                   | 전문가 평가   |
| 평가 점수                     | 평가 점수     |
| 출처                          | 점수          |
| ----------------------------- | ------------- |
| AllMusic                      | [ 1 ]         |
| Entertainment Weekly          | (D+)          |
| Metal Forces                  | (7.5/10)      |
| Orlando Weekly                | (unfavorable) |
| People                        | (unfavorable) |
| Rolling Stone                 | [ 6 ]         |
| The Daily Vault               | (B+)          |
| The Rolling Stone Album Guide | [ 8 ]         |

《New Tattoo》는 2000년 7월 11일에 발매된 미국의 헤비 메탈 밴드 머틀리 크루의 여덟 번째 스튜디오 음반이다. 예술적으로, 《New Tattoo》는 1980년대와 1990년대 초에 상업적 성공을 안겨준 이전의 음악 스타일로 돌아가는 밴드를 보여준다. 이 음반은 1년 전에 밴드를 떠난 드러머 토미 리를 포함하지 않은 밴드의 유일한 음반이며, 이 음반에는 전 오지 오스본의 드러머 랜디 카스티요가 대신했다.
이 음반은 브루스 디킨슨의 음반 《Tattooed Millionaire》의 커버에서 영감을 얻었으며, 머틀리 크루의 전기 《더트》에서 드러났듯이, 그의 타이틀곡은 디킨슨의 아내가 베이시스트 니키 식스와 바람을 피우는 내용을 담고 있다고 한다.

## 배경
가수 빈스 닐, 베이시스트 니키 식스, 드러머 토미 리, 기타리스트 믹 마스로 구성된 머틀리 크루의 오리지널 라인업은 주로 그들의 매니지먼트와 음반 회사로부터 압력을 받아 1997년 《Generation Swine》 음반과 투어를 위해 재결합했다. 비록 그룹이 재결합했지만, 리와 닐 사이에는 여전히 문제가 존재했는데, 리는 닐이 다시 합류한 이후 밴드가 역행하고 있다고 느꼈기 때문이다. 리는 또한 아내인 모델 패멀라 앤더슨과 가정적인 문제를 겪고 있었는데, 말다툼 끝에 그는 감옥에서 복역하게 되었다.
이 기간 동안 머틀리 크루와 엘렉트라 레코드는 17년간의 관계를 끊었고, 머틀리 크루는 음반 목록과 출판권을 완전히 소유하게 되었다. 일렉트라와의 결별을 계기로 이 그룹은 머틀리 레코드라는 자체 레이블을 결성하여 향후 프로젝트를 발표할 수 있게 되었다.
리의 법적 문제로 인해 밴드는 오즈페스트와 다양한 라디오 페스티벌의 초대를 거절할 수 밖에 없었지만, 밴드는 1998년 《Greatest Hits》의 음반인 〈Bitter Pill〉과 〈Enslaved〉의 두 곡을 녹음하는데 성공했는데, 이 곡은 1990년대 작업한 곡에 비해 그들의 1980년대 생산량에 더 부합했다.
리는 감옥에 있는 동안 머틀리 크루를 떠나 자신만의 프로젝트를 시작하기로 결정했고, 이 프로젝트는 결국 메소즈 오브 메이헴이 되었다. 리는 그들의 가장 인기 있는 음반의 투어를 위해 이 그룹에 머물렀지만, 매 쇼가 끝난 후 그는 그의 휴대용 스튜디오로 가서 그의 새로운 프로젝트를 위한 자료를 작업했다. 리는 밴드에서 탈퇴했고, 밴드는 이전에 리타 포드와 오지 오스본과 함께 공연했던 랜디 카스티요를 그의 후임으로 고용했다.

## 녹음
머틀리 크루는 프로듀서 마이크 클링크와 팀을 이루어 식스가 1989년 음반 《Dr. Feelgood》의 후속작이었어야 했다고 느낀 음반을 녹음했다.

## 발매
《New Tattoo》는 빌보드 200에서 41위로 데뷔했고 얼마 지나지 않아 미끄러졌다. 닐슨 사운드스캔에 따르면, 이 음반은 현재까지 미국에서 약 203,000장이 팔렸다. 뮤직 비디오가 수록되어 메인스트림 록 차트 13위에 올랐던 〈Hell on High Heels〉, 〈New Tattoo〉, 〈Treat Me Like the Dog I Am〉 등이 이 음반의 싱글로 발매되었다.

## 곡 목록
| #   | 제목                             | 작사·작곡                           | 재생 시간 |
| --- | -------------------------------- | ----------------------------------- | --------- |
| 1.  | 〈Hell on High Heels〉           | 믹 마스, 빈스 닐, 니키 식스         | 4:15      |
| 2.  | 〈Treat Me Like the Dog I Am〉   | 제임스 마이클, 식스                 | 3:40      |
| 3.  | 〈New Tattoo〉                   | 마스, 마이클, 식스                  | 4:18      |
| 4.  | 〈Dragstrip Superstar〉          | 마이클, 식스                        | 4:22      |
| 5.  | 〈1st Band on the Moon〉         | 식스                                | 4:25      |
| 6.  | 〈She Needs Rock & Roll〉        | 마이클, 식스                        | 3:59      |
| 7.  | 〈Punched in the Teeth by Love〉 | 랜디 카스티요, 마스, 닐, 식스       | 3:32      |
| 8.  | 〈Hollywood Ending〉             | 마이클, 식스                        | 3:43      |
| 9.  | 〈Fake〉                         | 마이클, 식스                        | 3:44      |
| 10. | 〈Porno Star〉                   | 식스                                | 3:45      |
| 11. | 〈White Punks on Dope〉          | 마이클 에반스, 빌 스푸너, 로저 스틴 | 3:39      |

## 인증
| 국가                       | 인증     | 판매량/출하량 |
| -------------------------- | -------- | ------------- |
| 오스트레일리아 (ARIA)      | 플래티넘 | 15,000^       |
| 미국 (RIAA)                | 골드     | 50,000^       |
| ^출하량을 기반으로 한 인증 |          |               |